# Rob Lee
Robert "Rob" Martin Lee (ur. 1 lutego, 1966 w West Ham, w Londynie). Były angielski piłkarz.

## Charlton Athletic
Rob Lee ukończył akademię Charltonu Athletic i trafił do pierwszej drużyny w sezonie 1984/1985. Szybko stał się gwiazdorem "The Addicks", grając zarówno na pozycji pomocnika jak i napastnika. Mimo spadku Charltonu do Division Two w sezonie 1989/90, Lee pozostał w klubie, aby starać się o awans. Trudna sytuacja finansowa zmusiła jednak Charlton do sprzedania swych najlepszych piłkarzy.

## Newcastle United
Lee przeszedł do Newcastle United za 700 tys. funtów.
W swym pierwszym sezonie w barwach Newcastle Lee pomógł drużynie awansować do Premiership.
Za kadencji managera Keegana i jego asystenta Terry'ego McDermott'a, Newcastle walczyło o tytuł przez kilka sezonów po awansie. Keegan nazwał Roba "najlepszym pomocnikiem w Wielkiej Brytanii" podczas gry dla Newcastle. Keegan zrezygnował z pełnienia funkcji managera w styczniu 1997, po czym został zastąpiony przez Kenny'ego Dalglish'a.
Dalglish nie potrafił utrzymać Newcastle. Jego drużyna przez kilka sezonów tkwiła w środku ligowej tabeli. Manager nie przestawał jednak wierzyć w umiejętności Lee, który wkrótce przejął opaskę kapitańską. Dalglish został zwolniony z powodu braku sukcesów, a jego sukcesorem został Ruud Gullit.
Lee wypadł z łask nowego managera po wielu nieporozumieniach, czego efektem było nieprzydzielenie piłkarzowi numeru na nowy sezon. Przestał ponadto pełnić funkcję kapitana i został zmuszony do trenowania samemu. Następcą Gullita w Newcastle został Bobby Robson, za którego kadencji do pierwszej drużyny wrócił zarówno Lee jak i Alan Shearer, za którym Holender również nie przepadał.
Numer 7, należący wcześniej do Lee, otrzymał Kieron Dyer, ale na skutek nalegań Dyera, Lee z powrotem otrzymał koszulkę z tą liczbą. Robson sprawił, iż Lee stał się defensywnym pomocnikiem, którego głównym zadaniem było przytrzymywanie i rozgrywanie piłki.
W sezonie 2001/2002 Lee chciał przedłużyć kontrakt z klubem, ale Newcastle postanowiło zaczekać z negocjacjami do stycznia 2002 roku. Taki obrót sprawy nie spodobał się piłkarzowi, który poprosił o wystawienie na listę transferową, co wywołało zdziwienie kibiców oraz zaniepokojenie managera, który w końcu tę decyzję zaakceptował. W lutym 2002 Lee został sprzedany do Derby County za kwotę 250 tys. funtów. Pomimo tego transferu Lee zapisał się w pamięci kibiców Newcastle jako legenda klubu.

## Późniejsza kariera
Po krótkim okresie gry w Derby Lee został sprzedany do West Ham United, któremu kibicował w dzieciństwie. W "Młotach" podczas sezonu 2003/04 grał niewiele i został zwolniony z klubu, po czym udał się na testy do innych angielskich klubów (Oldham Athletic A.F.C. i Wycombe Wanderers, z którym podpisał kontrakt). Lee opuścił Wycombe w czerwcu 2006 po dymisji managera Johna Gormana.
26 września 2007 Lee reprezentował Newcastle w meczu "Premier League All Stars".

## Kariera reprezentacyjna
Lee zagrał w reprezentacji Anglii 21 razy, strzelając 2 gole. Reprezentował swój kraj podczas Mistrzostw Świata 1998 we Francji.